# Evropské hry 2023
III. Evropské hry nebo také Evropské hry 2023 (polsky Igrzyska Europejskie 2023 ) se konaly v polském Krakově a Malopolsku. Slavnostní zahájení proběhlo 21. června 2023 a zakončení se pak uskutečnilo 2. července 2023.

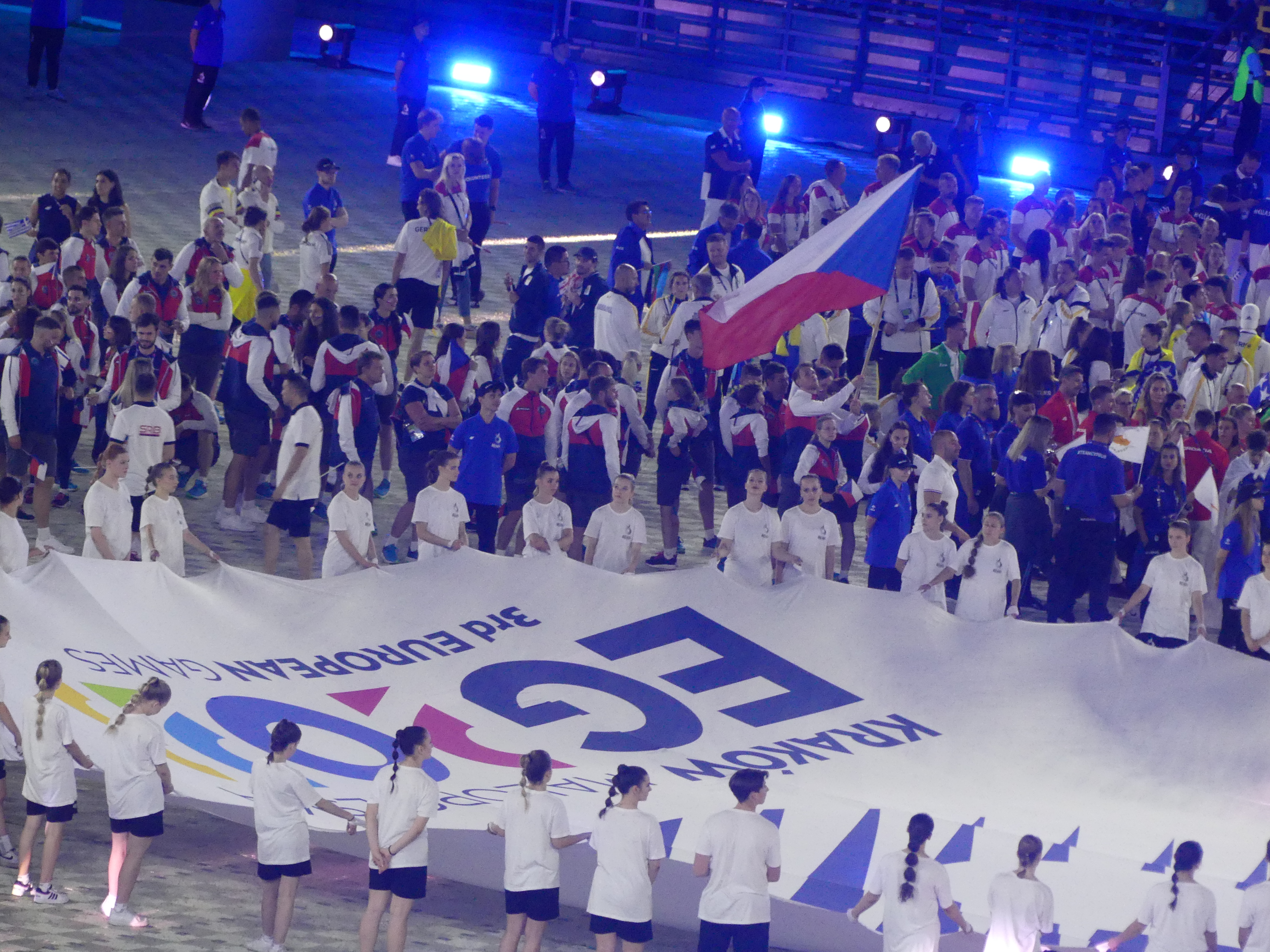
Český tým, slavnostní zahájení her v Krakově

## Pořadatelství
EOV zahájil proces nabídkového řízení 20. září 2018 po schůzce jednotlivých národních olympijských výborů ve Stockholmu. Během konání Evropských her v roce 2015 město Manchester vyjádřilo přání hostit hry v roce 2023. Po schválení nabídkového dokumentu byla tato zpráva odeslána 50 olympijským výborům v Evropě spolu s dopisem předsedy EOV Janeze Kocijančiče. Termín podání žádosti byl 28. února 2019. V lednu 2019 město Katovice v Polsku oznámilo zájem hostit hry, a stalo se tak prvním kandidátským městem. Brzy poté Kazaň v Rusku také vyjádřila zájem o pořádání her. Jeho nabídka by byla přitažlivá tím, že město vybudovalo mnoho sportovních infrastruktur pro letní univerziádu v roce 2013 a mistrovství světa v plavání 2015.
V únoru 2019 byla lhůta pro podání žádostí prodloužena o dva měsíce do 30. dubna, a to z důvodu "velkého zájmu z celého kontinentu". V květnu 2019 po uplynutí prodloužené lhůty EOV opět odložil termín, tentokrát do 31. května. Pro druhé prodloužení nebyl uveden žádný důvod. V květnu 2019 oznámil polský olympijský výbor, že Krakov by nahradil Katowice po stažení jeho nabídky pro zimní olympijské hry 2022. Po uplynutí lhůty pro podání nabídek, která vypršela 31. května, potvrdil evropský olympijský výbor, že byla předložena pouze jedna oficiální nabídka, a to od Krakova ve spolupráci s Malopolským vojvodstvím.
Oficiální volba hostitele Evropských her 2023 se konala 22. června na valném shromáždění EOV v Minsku, kde bylo jednomyslně rozhodnuto, že pořádat hry bude Krakov spolu s Malopolským vojvodstvím.
| Město  | Stát   | 1. kolo     |
| Krakov | Polsko | Jednohlasně |

## Slavnostní zahájení
Slavnostní zahájení se konalo na Stadionu Miejski a probíhalo od 20:30 do 23:45 SELČ.
| Pořadí | Národ               | Vlajkonoš                                              | Sport/Funkce                     |
| ------ | ------------------- | ------------------------------------------------------ | -------------------------------- |
| 1      | Řecko               | Elina Tzengková                                        | Atletika                         |
| 2      | Albánie             | Alvin Karaqi Ornela Mahmutajová                        | Karate Týmová pracovnice         |
| 3      | Andorra             | Nana Linanová                                          | Taekwondo                        |
| 4      | Arménie             | Gayane Chiloyanová Levon Aghasyan                      | Atletika                         |
| 5      | Rakousko            | Sofia Polcanova Lukas Weißhaidinger                    | Stolní tenis Atletika            |
| 6      | Ázerbájdžán         | Yaylagul Ramazanova Barat Guliyev                      | Lukostřelba Šerm                 |
| 7      | Belgie              | Camille Lausová Kevin Borlée                           | Atletika                         |
| 8      | Bosna a Hercegovina | Ada Avdagićová Nedžad Husić                            | Taekwondo                        |
| 9      | Bulharsko           | Angel Kodinov Julija Keremidčieva                      | Kanoistika Sportovní lezení      |
| 10     | Chorvatsko          | Nikolina Ćaćićová Matej Nevešćanin                     | Box Skoky do vody                |
| 11     | Kypr                | Constantina Nicolaouová Christos Achilléos             | Střelba Taekwondo                |
| 12     | Česko               | Iveta Miculyčová Jan Kříž                              | Cyklistika Sportovní lezení      |
| 13     | Dánsko              | Line Gyldenløveová Kristensenová Jonathan Groth        | Plážová házená Stolní tenis      |
| 14     | Estonsko            | Annika Kosterová Joosep Karlson                        | Basketball 3x3 Kanoistika        |
| 15     | Finsko              | Netta Malinenová Antti Tekoniemi                       | Kanoistika Lukostřelba           |
| 16     | Francie             | Marie Manéová Jean-Charles Valladont                   | Basketball 3x3 Lukostřelba       |
| 17     | Gruzie              | Tsiko Putkaradze Zaza Nadiradze                        | Lukostřelba Kanoistika           |
| 18     | Německo             | Isabel Kattnerová Max Rendschmidt                      | Plážová házená Kanoistika        |
| 19     | Spojené království  | Abbie Brownová Joe Clarke                              | Ragby 7 Kanoistika               |
| 20     | Maďarsko            | Dóra Madarászová Ádám Varga                            | Stolní tenis Kanoistika          |
| 21     | Island              | Marín Aníta Hilmarsdóttir Ingibjörg Erla Grétarsdóttir | Lukostřelba Taekwondo            |
| 22     | Irsko               | Sarah Lavinová Liam Jegou                              | Atletika Kanoistika              |
| 23     | Izrael              | Lonah Chemtai Salpeterová Joaquin Szuchman             | Atletika Basketball 3x3          |
| 24     | Itálie              | Odette Giuffridaová Mauro Nespoli                      | Judo Lukostřelba                 |
| 25     | Kosovo              | Donjeta Sadikuová Muhamet Ramadani                     | Box Atletika                     |
| 26     | Lotyšsko            | Inese Tarvidaová Roberts Akmens                        | Taekwondo Kanoistika             |
| 27     | Lichtenštejnsko     | Nadina Klauserová Matthias Verling                     | Synchronizované plavání Atletika |
| 28     | Litva               | Henrikas Žustautas Kamilė Nacickaitėová                | Kanoistika Basketball 3x3        |
| 29     | Lucembursko         | Ni Sia-lien Flavio Giannotte                           | Stolní tenis Šerm                |
| 30     | Malta               | Elaine Genoveseová Matthew Galea Soler                 | Tenis Atletika                   |
| 31     | Monako              | Siao-sin Jang Nicolas Fedoroff                         | Stolní tenis Padel               |
| 32     | Černá Hora          | Bojana Gojkovićová Danijel Furtula                     | Box Atletika                     |
| 33     | Nizozemsko          | Isabel Barnardová Sheyi Adetunji                       | Plážová házená Basketball 3x3    |
| 34     | Norsko              | Elisabeth Hammerstadová Borgar Hau                     | Plážová házená Stolní tenis      |
| 35     | Severní Makedonie   | Milijana Ristikjová Emil Pavlov                        | Karate                           |
| 36     | Portugalsko         | Fu Ju Fernando Pimenta                                 | Stolní tenis Kanoistika          |
| 37     | Moldavsko           | Zalina Merghievaová Serghei Tarnovschi                 | Atletika Kanoistika              |
| 38     | Rumunsko            | Bianca Ghelberová Cătălin Chirilă                      | Atletika Kanoistika              |
| 39     | San Marino          | Alessandra Perilliová Mattias Mongiusti                | Střelba Stolní tenis             |
| 40     | Srbsko              | Milica Novakovićová Marko Novaković                    | Kanoistika                       |
| 41     | Slovensko           | Barbora Balážová Miroslav Duchoň                       | Stolní tenis Lukostřelba         |
| 42     | Slovinsko           | Ana Tofantová Den Habjan Malavašič                     | Stolní tenis Lukostřelba         |
| 43     | Španělsko           | Patricia Encinas Guardadová Carlos Arévalo             | Plážová házená Kanoistika        |
| 44     | Švédsko             | Petter Menning Linnea Stensilsová                      | Kanoistika                       |
| 45     | Švýcarsko           | Nikita Ducarrozová Westher Molteni                     | Cyklistika Basketball 3x3        |
| 46     | Turecko             | Merve Dinçelová Hakan Reçber                           | Taekwondo                        |
| 47     | Ukrajina            | Anastasia Pavlova Andrii Rybachok                      | Lukostřelba Kanoistika           |
| 48     | Uprchlický tým      | Cindy Winner Djankeu Ngambaová Kasra Mehdipournejad    | Box Taekwondo                    |
| 49     | Polsko              | Sandra Drabiková Łukasz Niedzielak                     | Box Plážová házená               |

## Sportoviště

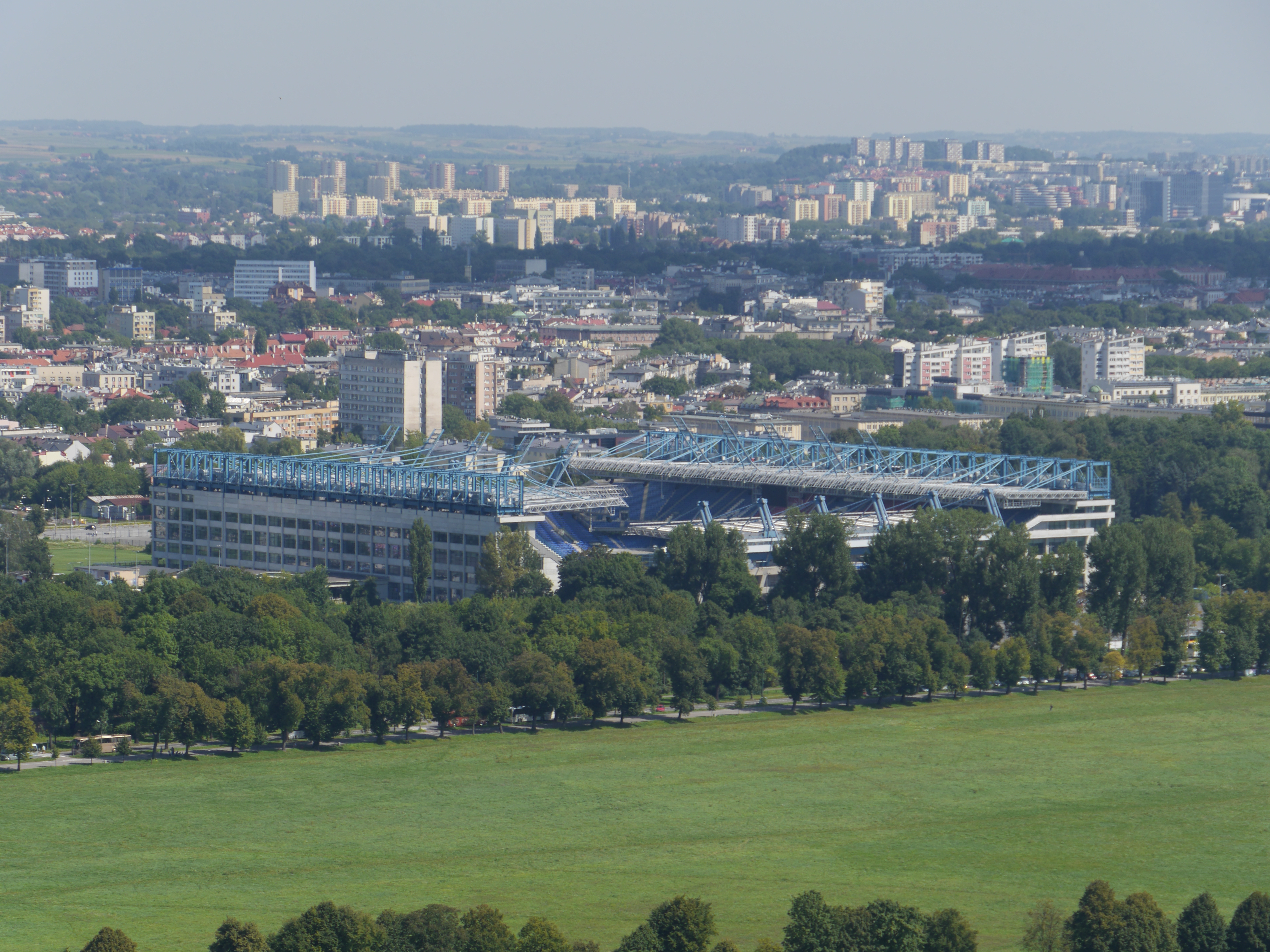
Městský stadion (Henryk Reyman)

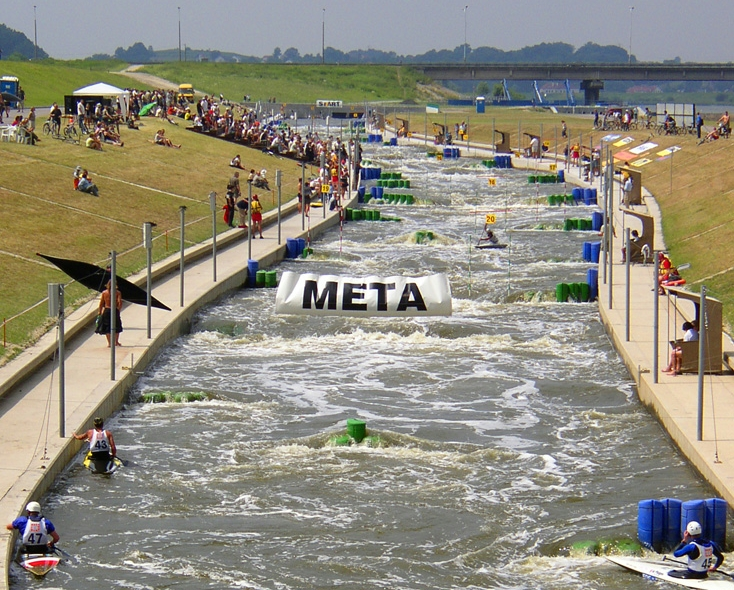
Tor kajakarstwa górskiego w Krakowie

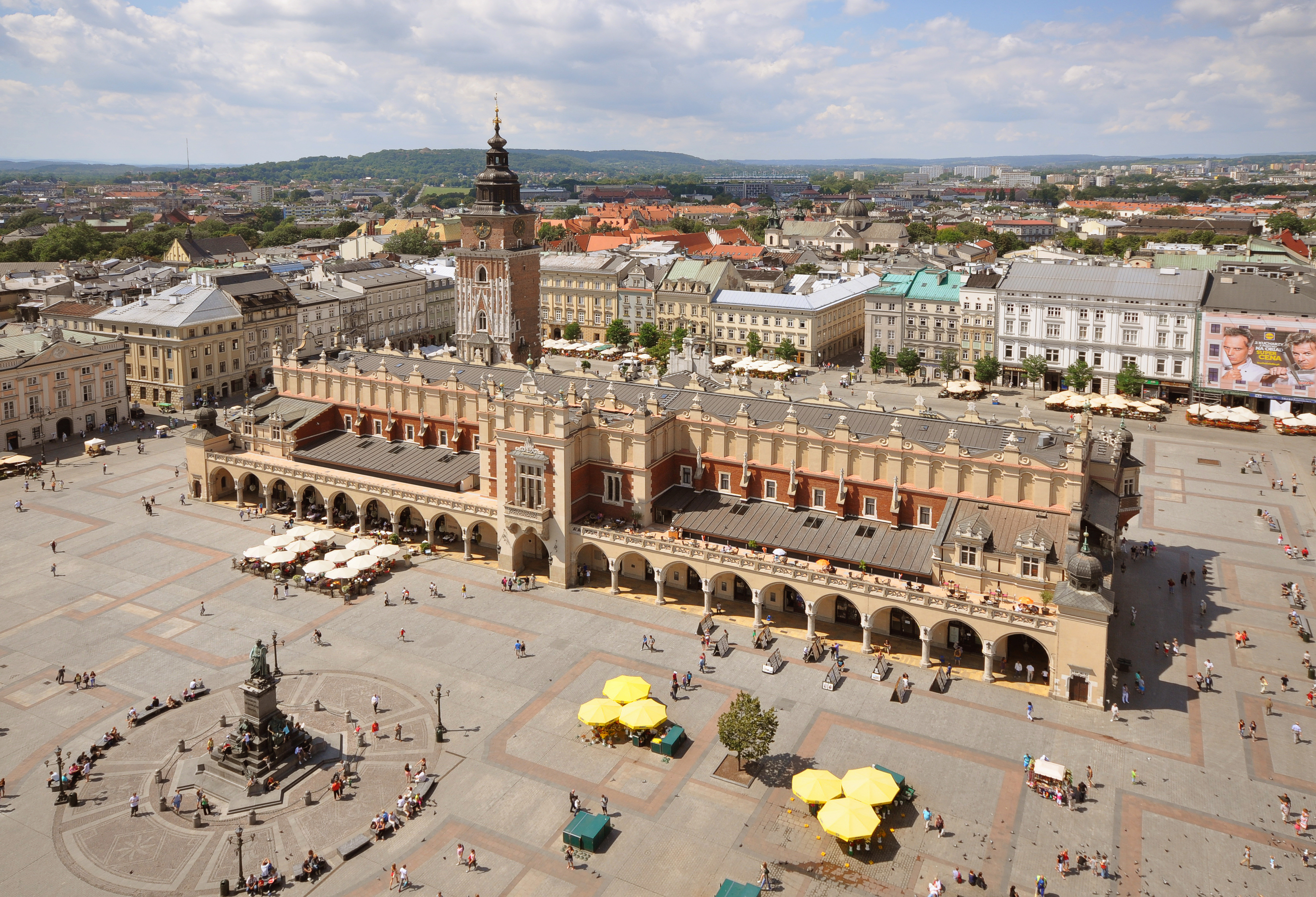
Krakovský rynek

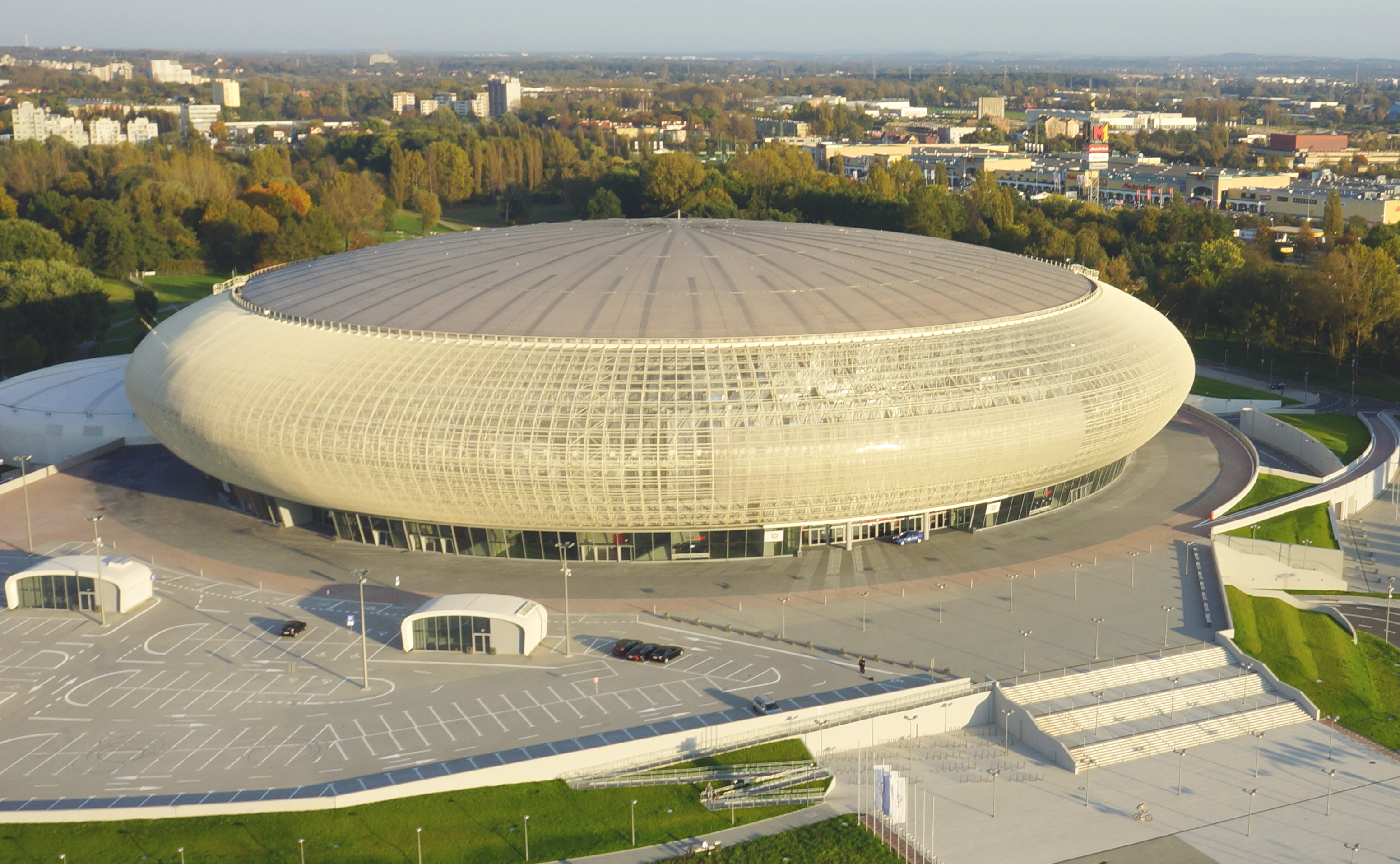
Tauron Arena Kraków

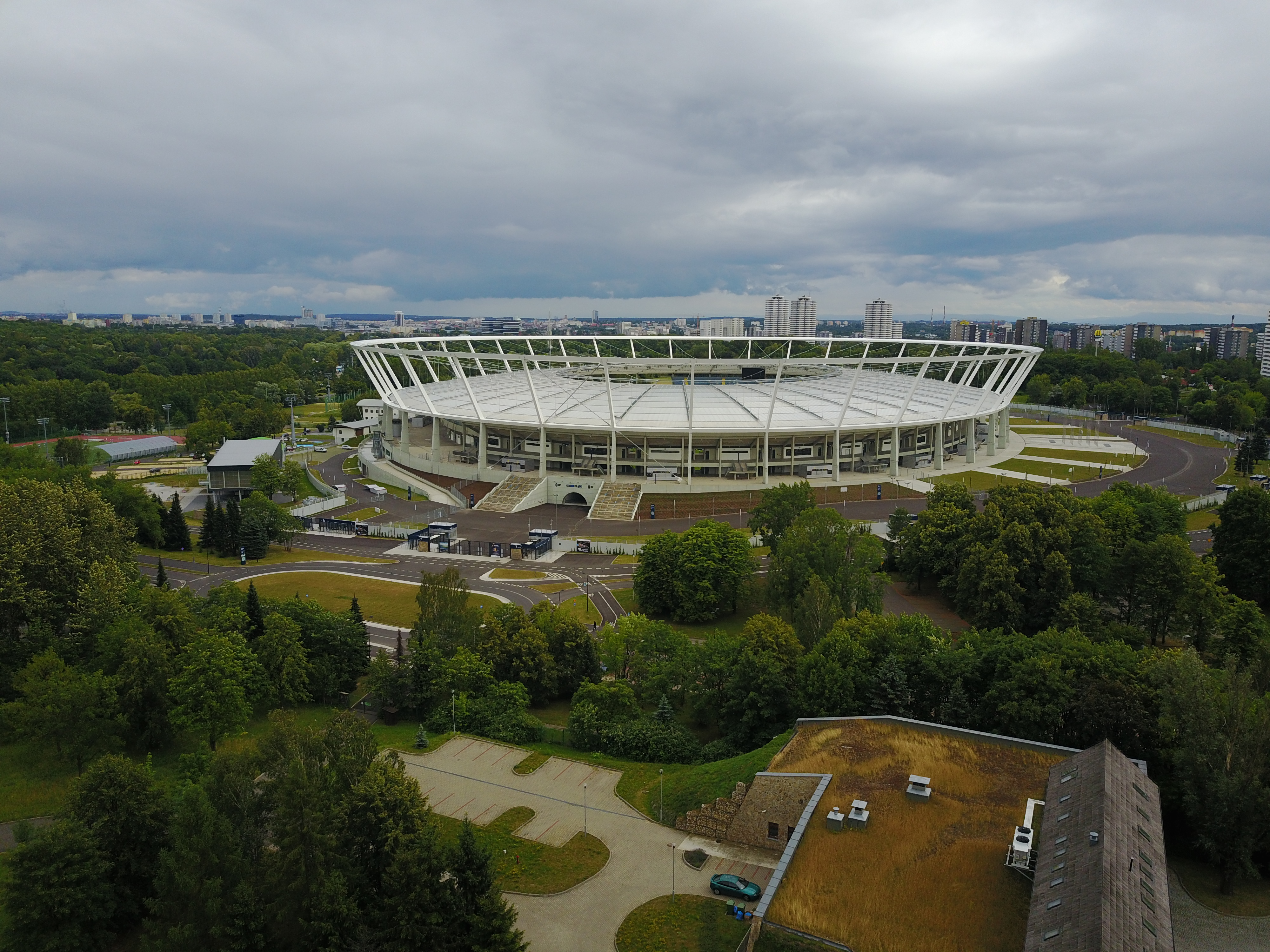
Slezský stadion

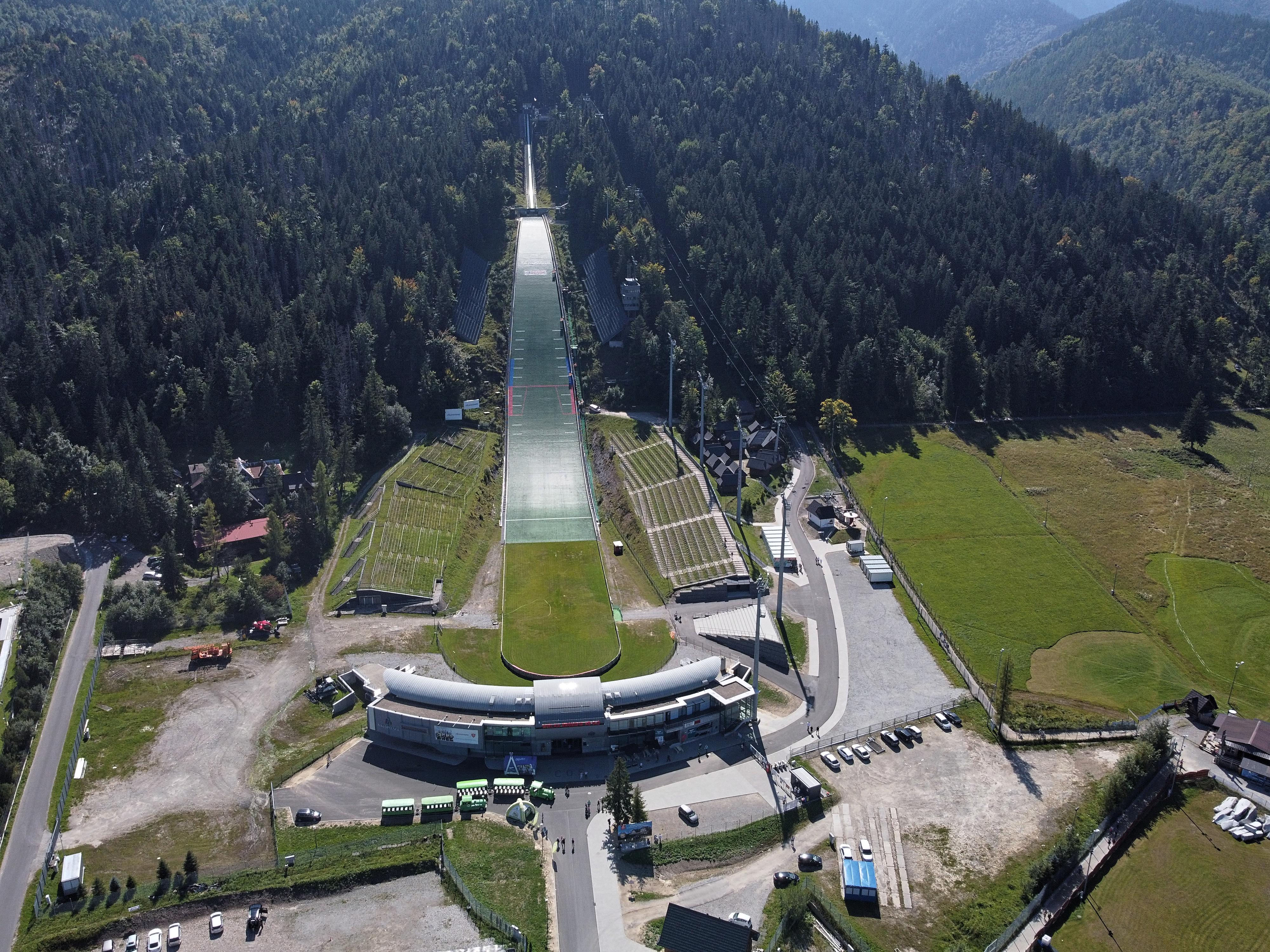
Wielka Krokiew

Kromě Krakova a 8 Malopolských měst se bude soutěžit i v Bílsko-Bělé, Chořově, Řešově a Vratislavě.

### Krakov
- Městský stadion (Henryk Reyman) (slavností zahájení a zakončení EH 2023, ragby 7)
- Cracovia Arena (basketbal 3x3)
- Hutnik Arena (stolní tenis)
- Tor kajakarstwa górskiego w Krakowie (vodní slalom)
- Zalew Kryspinów (rychlostní kanoistika)
- Arena Płaszowianka (lukostřelba)
- AWF Sport Centre (moderní pětiboj)
- Krakovský rynek (teqball, padel)
- Tauron Arena Kraków (šerm)
- Lodowisko Cracovia (kickbox)
- Zalew Nowohucki (triatlon)

### Krzeszowice
- Krzeszowice BMX Park (BMX)

### Chořov
- Slezský stadion (atletika)

### Krynica-Zdrój
- Krynica-Zdrój Hill Park (horská kola)
- Krynica-Zdrój Arena (judo, taekwondo)

### Nowy Sącz
- Strzelecki Park (breakdance)

### Osvětim
- Pływalnia w Oświęcimiu (synchronizované plavání)

### Řešov
- Arena Rzeszów (skoky do vody)

### Tarnów
- Arena Jaskółka Tarnów (badminton)
- Tarnów Beach Arena (plážová házená, plážový fotbal)
- Tarnow Climbing Centre (sportovní lezení)

### Vratislav
- Strzelnica Sportowa (sportovní střelba)

### Zakopané
- Wielka Krokiew (skoky na lyžích)

### Nowy Targ
- Nowy Targ Arena  (box)

### Bílsko-Bělá
- Bielsko-Biała Arena (karate)

### Myślenice
- Myślenice Arena (Muay Thai)

## Soutěže
V Krakově a Malopolsku se soutěžilo ve 28 sportovních odvětvích. Oproti Evropským hrám 2019 v Minsku nebyly na programu dráhová cyklistika, gymnastika, sambo a zápas. Nově se ale soutěžilo v 16 sportech (breakdance, kickbox, moderní pětiboj, muay thai, padel, plážová házená, ragby, rychlostní kanoistika, skoky do vody, skoky na lyžích - letní edice, sportovní lezení, stolní tenis, synchronizované plavání, šerm, teqball a vodní slalom). Soutěžit se mělo i v horském běhu, ale ten byl nakonec zařazen do ukázkových sportů. V celkem 11 odvětvích měli sportovci možnost kvalifikovat se na Letní olympijské hry 2024.

### Sportovní odvětví
V atletice a judu soupeřili jen družstva.
- Atletika
- Badminton
- Basketbal (3x3)
- Box
- Breakdance
- Cyklistika
  - BMX
  - Horská kola
- Judo
- Kanoistika
  - Rychlostní kanoistika
  - Vodní slalom
- Karate
- Kickbox
- Lukostřelba
- Moderní pětiboj
- Muaythai
- Padel
- Plážová házená
- Plážový fotbal
- Plavecké sporty
  - Skoky do vody
  - Synchronizované plavání
- Ragby
- Skoky na lyžích
- Sportovní lezení
- Sportovní střelba
- Stolní tenis
- Šerm
- Taekwondo
- Teqball
- Triatlon

#### Ukázkové sporty
- Fotbal po amputaci
- Horský běh
- Motoristický sport
- Orientační běh
- Sumo
- Šachy

### Kalendář soutěží
| UC | Úvodní ceremoniál | ● | Soutěžní den disciplíny | 1 | Finále disciplíny | ZC | Závěrečný ceremoniál |

| Červen/Červenec    | Červen/Červenec         | 20. Út | 21. St | 22. Čt | 23. Pá | 24. So | 25. ̠Ne | 26. Po | 27. Út | 28. St | 29. Čt | 30. Pá | 1. So | 2. Ne | Total events |
| ------------------ | ----------------------- | ------ | ------ | ------ | ------ | ------ | ------ | ------ | ------ | ------ | ------ | ------ | ----- | ----- | ------------ |
| Ceremoniály        | Ceremoniály             |        | UC     |        |        |        |        |        |        |        |        |        |       | ZC    |              |
| Atletika           | Atletika                | ●      | ●      | ●      | 12     | 13     | 13     |        |        |        |        |        |       |       | 38           |
| Badminton          | Badminton               |        |        |        |        |        |        | ●      | ●      | ●      | ●      | ●      | 2     | 3     | 5            |
| Basketbal (3x3)    | Basketbal (3x3)         |        | ●      | ●      | ●      | 2      |        |        |        |        |        |        |       |       | 2            |
| Box                | Box                     |        |        |        | ●      | ●      | ●      | ●      | ●      | ●      |        | ●      | 7     | 6     | 13           |
| Breakdance         | Breakdance              |        |        |        |        |        |        | ●      | 2      |        |        |        |       |       | 2            |
| Cyklistika         | BMX                     |        | ●      | 2      |        |        |        |        |        |        |        |        |       |       | 2            |
| Cyklistika         | Horská kola             |        |        |        |        |        | 2      |        |        |        |        |        |       |       | 2            |
| Judo               | Judo                    |        |        |        |        |        |        |        |        |        |        |        | 1     |       | 1            |
| Kanoistika         | Rychlostní kanoistika   |        | ●      | 4      | 6      | 6      |        |        |        |        |        |        |       |       | 16           |
| Kanoistika         | Vodní slalom            |        |        |        |        |        |        |        |        |        | 2      | 2      | 2     | 4     | 10           |
| Karate             | Karate                  |        |        | 6      | 6      |        |        |        |        |        |        |        |       |       | 12           |
| Kickbox            | Kickbox                 |        |        |        |        |        |        |        |        |        |        | ●      | ●     | 16    | 16           |
| Lukostřelba        | Lukostřelba             |        |        |        | ●      | 2      | 2      | ●      | ●      | 2      | 2      |        |       |       | 8            |
| Moderní pětiboj    | Moderní pětiboj         |        |        |        |        |        | ●      | ●      | ●      | ●      | 1      |        | 4     |       | 5            |
| Muay Thai          | Muay Thai               |        |        |        |        |        | ●      | ●      | 10     |        |        |        |       |       | 10           |
| Padel              | Padel                   |        | ●      | ●      | ●      | ●      | 3      |        |        |        |        |        |       |       | 3            |
| Plážová házena     | Plážová házena          | ●      | ●      | 2      |        |        |        |        |        |        |        |        |       |       | 2            |
| Plážový fotbal     | Plážový fotbal          |        |        |        |        |        |        |        | ●      | ●      | ●      | ●      | 2     |       | 2            |
| Plavání            | Skoky do vody           |        |        | 1      | 2      | 2      | 2      | 2      | 2      | 2      |        |        |       |       | 13           |
| Plavání            | Synchronizované plavání |        | ●      | 2      | 2      | 3      | 1      |        |        |        |        |        |       |       | 8            |
| Ragby              | Ragby                   |        |        |        |        |        | ●      | ●      | 2      |        |        |        |       |       | 2            |
| Skoky na lyžích    | Skoky na lyžích         |        |        |        |        |        |        |        | 1      | 1      | 1      | 1      | 1     |       | 5            |
| Sportovní lezení   | Sportovní lezení        |        |        | 1      | 1      | 2      | 2      |        |        |        |        |        |       |       | 6            |
| Sportovní střelba  | Sportovní střelba       |        |        | 3      | 3      | 4      | 3      | 3      | 3      | 2      | 2      | 3      | 2     | 2     | 30           |
| Stolní tenis       | Stolní tenis            |        |        |        | ●      | ●      | ●      | 1      | 2      | ●      | ●      | ●      | 2     |       | 5            |
| Šerm               | Šerm                    |        |        |        |        |        | 2      | 2      | 2      | 2      | 2      | 2      |       |       | 12           |
| Taekwondo          | Taekwondo               |        |        |        | 4      | 4      | 4      | 4      |        |        |        |        |       |       | 16           |
| Teqball            | Teqball                 |        |        |        |        |        |        |        |        | 1      | 1      | 1      | 2     |       | 5            |
| Triatlon           | Triatlon                |        |        |        |        |        |        |        | 1      | 1      |        |        | 1     |       | 3            |
| Celkem disciplín   | Celkem disciplín        |        |        | 21     | 36     | 38     | 34     | 12     | 25     | 11     | 11     | 9      | 26    | 31    | 254          |
| Kumulativní součet | Kumulativní součet      |        |        | 21     | 57     | 95     | 129    | 141    | 166    | 177    | 188    | 197    | 223   | 254   | 254          |
| Červen/Červenec    | Červen/Červenec         | 20. Út | 21. St | 22. Čt | 23. Pá | 24. So | 25. ̠Ne | 26. Po | 27. Út | 28. St | 29. Čt | 30. Pá | 1. So | 2. Ne | Finále       |

## Pořadí národů
V Krakově se rozdělilo 254 sad medailí.
| Pořadí | Země                 | Zlato | Stříbro | Bronz | Celkem |
| ------ | -------------------- | ----- | ------- | ----- | ------ |
| 1      | Itálie (ITA)         | 35    | 26      | 39    | 100    |
| 2      | Španělsko (ESP)      | 21    | 17      | 19    | 57     |
| 3      | Ukrajina (UKR)       | 21    | 12      | 8     | 41     |
| 4      | Německo (GER)        | 20    | 16      | 27    | 63     |
| 5      | Francie (FRA)        | 17    | 19      | 26    | 62     |
| 6      | Polsko (POL)*        | 13    | 19      | 18    | 50     |
| 7      | Velká Británie (GBR) | 12    | 10      | 27    | 49     |
| 8      | Maďarsko (HUB)       | 10    | 10      | 18    | 38     |
| 9      | Turecko (TUR)        | 9     | 9       | 20    | 38     |
| 10     | Nizozemsko (NED)     | 8     | 6       | 5     | 19     |
| 11     | Česko (CZE)          | 7     | 10      | 11    | 28     |
| Celkem | Celkem               | 254   | 253     | 333   | 840    |